# Andrew McRanus
Andrew McRanus ist ein US-amerikanischer Schauspieler.

## Leben
McRanus debütierte 1994 im Film Teenage T-Rex: Der Menschen-Dinosaurier in der Rolle des Taco McParker als Schauspieler. Erst gute 12 Jahre später war er 2006 im Film Second in Command erneut in einem Film zu sehen. 2007 folgte in Kill Bobby Z die Rolle des William Slater. In den nächsten Jahren folgten kleinere Rollen in verschiedenen Filmproduktionen. 2014 spielte er in insgesamt vier Episoden der Fernsehserie Rogue die Rolle des Drew Forrest. Im selben Jahr spielte er im Film Stretch die Rolle des Agent Marshall. Im Folgejahr war er als Trey Barlow in Survivor zu sehen. 2016 spielte er im Film Das Glück des Augenblicks die Rolle des Marty Graham. In den nächsten Jahren folgten Rollen in den Filmproduktionen Buffaloed, Wander – Die Verschwörung ist real und Black Site.

## Filmografie (Auswahl)
- 1994: Teenage T-Rex: Der Menschen-Dinosaurier (Tammy and the T-Rex)
- 2006: Second in Command
- 2007: Kill Bobby Z
- 2009: The Tournament
- 2011: The Hit List
- 2012: Revenge for Jolly!
- 2014: Rogue (Fernsehserie, 4 Episoden)
- 2014: Stretch
- 2015: Survivor
- 2016: Das Glück des Augenblicks (A Family Man)
- 2019: Buffaloed
- 2020: Wander – Die Verschwörung ist real (Wander)
- 2022: Black Site